# کلمن (کالیفرنیا)
کلمن (به انگلیسی: Coleman) یک منطقه ثبت‌نشده در شهرستان نوادا، ایالت کالیفرنیا است و در ارتفاع ۷۷۷ متری سطح دریا قرار دارد. کلمن در فاصله ۳٫۲ کیلومتری شمال شیکاگو پارک، کالیفرنیا واقع شده‌است.